# Цна (приток Свислочи)
Цна (бел. Цна) — левый приток Свислочи, река Минского района Беларуси.
Длина реки — 14 км, площадь водосборного бассейна — 70 км².
Имеются изменения в водосборной площади при градостроительном освоении.

## Происхождение названия
По версии М. Фасмера, название Цна происходит от *Тъсна, как и Тосна. В качестве языковых параллелей он предлагает древне-прусское tusna — «тихий», авестийское tušna, tušni — «тихий», и древнеиндийское tūṣṇī́m — «тихо», а также слово с другой ступенью чередования — тушить. Вариант происхождения гидронима от из *Дьсна и сближение с Десна́ считается менее вероятным. Согласно В. Н. Топорову и О. Н. Трубачеву, название реки Цна имеет балтское происхождение. Считается, что гидроним претерпел такую эволюцию: *Тъсна < балтск. *Tusna. Балтский первоисточник указывается как др.-прусск. tusnan «тихий». Однако они считали, что приток Оки Цна (одна из рек, носящих это название) другого происхождения.